# (68218) Nealgalt
(68218) Nealgalt est un astéroïde de la ceinture principale.

## Description
(68218) Nealgalt est un astéroïde de la ceinture principale. Il fut découvert le 12 février 2001 à l'Observatoire Junk Bond par David Healy. Il présente une orbite caractérisée par un demi-grand axe de 3,03 UA, une excentricité de 0,11 et une inclinaison de 2,8° par rapport à l'écliptique.

## Compléments